# Charles Weidman

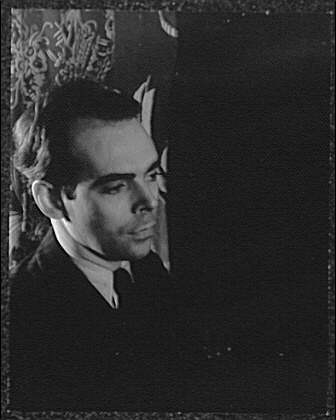
Charles Weidman fotograferad av Carl Van Vechten, 4 december 1933.

Charles Weidman, född 22 juli 1901 i Lincoln, Nebraska, död 15 juli 1975 i New York,  var en amerikansk koreograf och dansare. Han var en av pionjärerna inom den moderna dansen och bidrog till dansens utveckling.

## Doris Humpfrey
Relationen mellan Charles Weidman och Doris Humpfrey kom att bli uppmärksammad. De träffades när han 19 år gammal fick ett stipendium för att utbilda sig vid Denishawn School där Humpfrey var lärare. Weidman blev snabbt uppmärksammad och bara några månader senare anställdes han vid Denishawn Company. Där kom han att stanna i åtta år och fick bland annat lära känna andra kända namn inom den moderna dansen så som Martha Graham.
År 1928 startade Weidman och Humphrey ett eget danskompani, Humphrey-Weidman Concert Company, som de drev tillsammans fram till Humphreys pension. Därefter, 1940, startade Weidman ett eget danskompani, Charles Weidman Dance Theatre som varade fram till 1951.

## Egen dansteknik
Weidman är känd för att ha utvecklat en egen dansteknik, kallad Kinetic pantomime. I sitt koreograferande inspirerades han mycket av andra estetiska uttryckssätt utanför dansen. Detta innebar att han kombinerade dans med bland annat mimik, berättande, tecknande och teater. Därför kunde hans koreografier variera mycket, vissa var dramatiskt och andra lyriskt, historiskt, abstrakta eller rent av komiska. Han har medverkat vid Broadway med även på operahus.
Han använde ibland karaktärer från sin egen familj i sina verk för att göra det lättare för publiken att associera till verken. Exempel på två sådana är ”On My Mother's Side” (1940) och ”Daddy Was a Fireman” (1943). Andra aspekter som karaktäriserar Charles Weidmans sätt att koreografera är hans dans vid golvet och användningen av trummor och andra rytmer.

## Verk i urval
- “Traditions” (1935)
- “Lynchtown” (1936)
- “Men's Dance” (1936)
- “On My Mother's Side” (1940)
- “Daddy Was a Fireman” (1943)
- “Brahms Waltzes” (1961).

Den sistnämnda dedicerade han till Doris Humphrey som varit en av hans närmaste vänner och som några år tidigare hade gått bort. Han skrev; “It is the kind of movement she loved and could dance so beautifully.”